# Niederschelderhütte

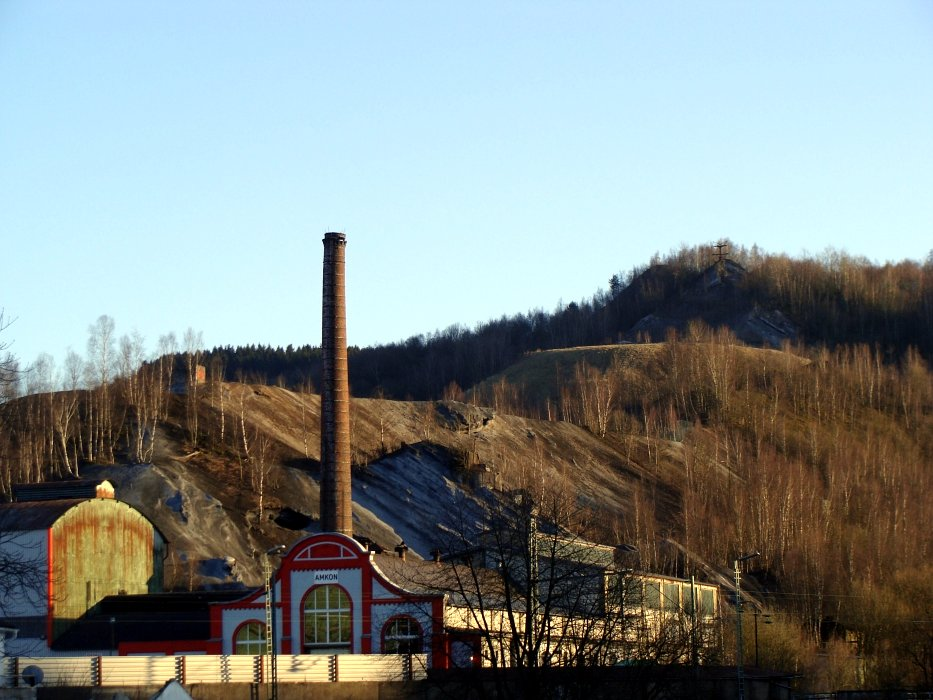
Ehemalige Charlottenhütte

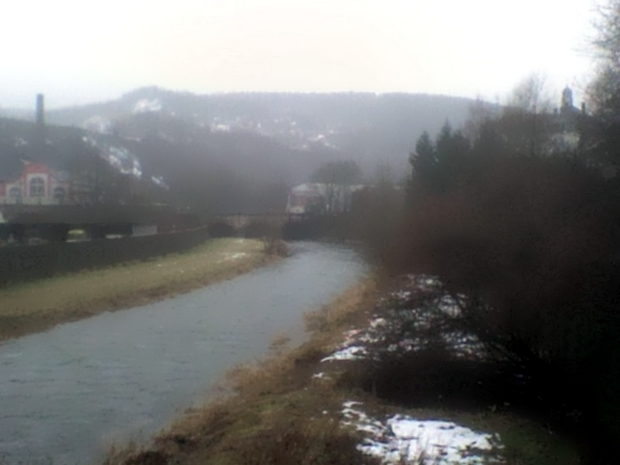
Sieglauf zwischen Siegen-Niederschelden und Mudersbach-Niederschelderhütte

Niederschelderhütte ist ein Ortsteil der Ortsgemeinde Mudersbach im Landkreis Altenkirchen (Westerwald) in Rheinland-Pfalz. Er liegt in der Nähe der Bundesautobahn 45 und deren Siegtalbrücke, welche vom Ort aus zu sehen ist. Am 30. Juni 2011 zählte Niederschelderhütte 3199 Einwohner. Ehemals war Niederschelderhütte eine selbständige Gemeinde.

## Geschichte
Aufgrund der territorialen Zersplitterung der deutschen Gebiete gab es vor 1680 keine Besiedlung der heutigen Fläche von Niederschelderhütte, lediglich die Schelder Hütte, ein Betrieb zur Verhüttung von Eisen, bestand dort bereits um 1444. Das Gebiet wie auch die Hütte wurden vom Siegen-Nassauischen Niederschelden aus bewirtschaftet, gehörten aber territorial wie Mudersbach zur Grafschaft Sayn bzw. später zum Herzogtum Sachsen-Eisenach. Aufgrund des Grenzverlaufs gab es ab 1690 eine Zollstation nahe der Schelder Hütte. In einem Kohleschuppen bei der Zollstation kam der Scheldener Bläser Georg Giebeler unter, der aufgrund einer finanziellen Misere sein Wohnhaus in Schelden verloren hatte. Sein Sohn Johs Giebeler wollte dort ein massives Haus errichten. Ein Vertrag regelte, dass das Haus anstelle der Zollstation stehen solle und kein weiteres Haus dort errichtet werden dürfe. Der Schwager von Johs Giebeler, ein Jäger Blaufuß aus Sachsen, wurde daraufhin Zollpächter und errichtete trotz des Verbots weiterer Bauten dort ein neues Zollhaus, das er später auch um die Wohnung für seine Kinder erweiterte. Giebeler und Jäger wurden nach dem Antritt der Brandenburg-Anolsbacher auf dem Sayn-Eisenacher Gebiet zu Gemeinderatsmitgliedern von Mudersbach. 1744 wurde für die aus drei Gebäuden bestehende Ansiedlung der Name Niederschelderhütte eingeführt. 1797 gab es nur noch zwei Häuser dort, 1845 waren es fünf Häuser mit etwa 35 Bewohnern.
Durch die Inbetriebnahme der Eisenbahn ab 1861 und den starken Aufschwung des Bergbaus in der Region kam es in der zweiten Hälfte des 19. Jahrhunderts zu einem gleichfalls starken Wachstum der Siedlung. 1873 gab es bereits 52 Häuser. 1883 entstand eine Brauerei im Ort. Der Bau des neuen Stahlwerks Charlottenhütte ab 1898 führte dann zu einer wahren Bevölkerungsexplosion. 1905 gab es 206 Häuser mit 2035 Bewohnern. Niederschelderhütte hatte damit den Hauptort Mudersbach in Bezug auf die Einwohnerzahl mehr als übertroffen, die Niederschelderhütter Vertreter bildeten die Mehrheit im Gemeinderat. Einhergehend mit dem Wachstum der Siedlung entstand dort auch eine Infrastruktur: 1891/92 wurde eine erste (evangelische) Schule in Niederscheldenhütte gebaut, die bereits 1904 erweitert werden musste. Eine katholische Schule wurde 1901 erbaut, wenig später jedoch der evangelischen Schule überlassen, so dass 1910 nochmals eine katholische Schule errichtet wurde. 1867, 1903 und 1931 entstanden außerdem Friedhöfe.
Es gab immer wieder Bestrebungen, den zusammengewachsenen Doppel-Ort Niederschelden/Niederschelderhütte auch politisch zu vereinigen. Dazu hätte Niederschelderhütte aus der rheinland-pfälzischen Gemeinde Mudersbach herausgelöst und Nordrhein-Westfalen angegliedert werden müssen. Im Juni 1964 gab es eine konkrete politische Initiative aus Niederschelderhütte zu einer Vereinigung, die vom Gemeinderat des damals noch selbstständigen Niederschelden unterstützt wurde. Entsprechende Vorstöße bei den Landesregierungen in Mainz und Düsseldorf scheiterten aber.

## Verkehr
Niederschelderhütte ist über die Straße an die BAB 45 angebunden. An der Bahnstrecke Köln–Siegen liegt der Bahnhof Niederschelden, benannt nach dem benachbarten Siegener Stadtteil Niederschelden (bereits in NRW) auf dem Gebiet des Ortes. An ihm halten die Linien RB 90 und RB 93 im ganztägigen Halbstundentakt sowie einzelne Züge des Rhein-Sieg-Expresses (RE 9). Bereits jenseits der Ortsgrenze, auf nordrhein-westfälischem Gebiet, befindet sich der Haltepunkt Niederschelden Nord, der nur von RB-Zügen bedient wird.
| Linie | Verlauf | Takt                                                          |
| ----- | --- | ------------------------------------------------------------- |
| RE 9  | Rhein-Sieg-Express: Aachen Hbf – Aachen-Rothe Erde – Stolberg (Rheinl) Hbf – Eschweiler Hbf – Langerwehe – Düren – Horrem – Köln-Ehrenfeld – Köln Hbf – Köln Messe/Deutz – Porz (Rhein) – Troisdorf – Siegburg/Bonn – Hennef (Sieg) – Eitorf – Herchen – (Dattenfeld –)* Schladern (Sieg) – (Rosbach (Windeck) –)* Au (Sieg) – (Etzbach –)* Wissen (Sieg) – (Niederhövels – Scheuerfeld (Sieg) –)* Betzdorf (Sieg) – Kirchen – Brachbach (– Niederschelden – Eiserfeld (Sieg))* – Siegen Hbf * Halt einzelner Züge im Nacht- und Berufsverkehr Stand: Fahrplanwechsel Dezember 2023 | 60 min                                                        |
| RB90  | Westerwald-Sieg-Bahn: (Kreuztal – Siegen-Geisweid – Siegen-Weidenau –)* Siegen Hbf – Eiserfeld (Sieg) – Niederschelden Nord – Niederschelden – Mudersbach – Brachbach – Freusburg Siedlung – Kirchen – Betzdorf (Sieg) – Scheuerfeld (Sieg) – Niederhövels – Wissen (Sieg) – Etzbach – Au (Sieg) – Geilhausen – Pracht Hohegrete – Breitscheidt (Kr Altenkirchen Ww) – Kloster Marienthal (wochentags zweistdl.) – Obererbach – Altenkirchen (Westerwald) – Ingelbach – Hattert – Hachenburg – Unnau-Korb – Nistertal-Bad Marienberg (– Büdingen (Westerw) – Enspel – Rotenhain) (zweistündlich) – Langenhahn – Westerburg – Willmenrod – Berzhahn – Wilsenroth – Frickhofen – Niederzeuzheim – Hadamar – Niederhadamar – Elz (Kr Limburg/Lahn) – Staffel – Diez Ost – Limburg (Lahn) * einzelne Züge an Werktagen Stand: Fahrplanwechsel Dezember 2022 | 60 min 120 min (Westerburg–Limburg an Wochenenden/Feiertagen) |
| RB93  | Rothaarbahn: Betzdorf (Sieg) – Kirchen – Freusburg Siedlung – Brachbach – Mudersbach – Niederschelden – Niederschelden Nord – Eiserfeld (Sieg) – Siegen Hbf – Siegen-Weidenau – Siegen-Geisweid – Kreuztal – Ferndorf (Siegen) – Kredenbach – Dahlbruch – Hillnhütten – Stift Keppel-Allenbach – Hilchenbach – Vormwald Dorf – Vormwald – Lützel – Erndtebrück – Birkelbach – Aue-Wingeshausen – Berghausen (b Wittgenstein) – Raumland-Markhausen – Bad Berleburg Werktags einzelne Fahrten von Au (Sieg) bzw. Altenkirchen, Samstags 2x von Marburg nach Betzdorf als RB 94 Stand: Fahrplanwechsel Dezember 2021 | 60 min (werktags) 120 min (sonn-/feiertags)                   |

Zwischen 1941 und 1969 war Niederschelderhütte über eine Linie des Oberleitungsbus Siegen der Kreisbahn Siegen-Wittgenstein mit Siegen verbunden. In den kommenden Jahren wird die Bundesstraße 62 in der Ortsmitte durch den Anschluss an die Hüttentalstraße erheblich entlastet.

## Industrie und Wirtschaft
Im Ort Niederschelderhütte befindet sich die Erzquell Brauerei. Bis in die 1990er Jahre hinein war auch das Stahlwerk ein großer Arbeitgeber im Ort. Noch heute stehen die Hallen des Stahlwerkes und die Schlackenhalde der ehemaligen, am 28. Januar 1864 gegründeten Charlottenhütte in Niederschelden, sie zeugen von einstiger Industrie im Ort.